# Bieler Lauftage
Die Bieler Lauftage (fr. Courses de Bienne), die im Juni in Biel/Bienne stattfinden, bestehen aus verschiedenen Volks- und Strassenläufen. Am berühmtesten ist der seit 1959 durchgeführte 100-km-Lauf, der als der grösste seiner Art weltweit gilt. Die Strecke kann entweder alleine, als Paar oder in einer 5er Stafette absolviert werden. Ausserdem sind ein Halbmarathon, ein Erlebnislauf über 11 km sowie Kinderläufe im Wettbewerbsprogramm.
Bis 2019 wurde zudem ein Ultra-Marathon (56 km) angeboten. Teilnehmende des 100-km-Laufs wurden für die 56 km gewertet, falls sie sich dort für einen Abbruch entschieden.
Seit 2008 sind die Schweizer Meisterschaften im Ultramarathon in den 100-km-Lauf integriert.

## Geschichte
Seit 1959 wird bei den Bieler Lauftagen ein 100-km-Lauf veranstaltet.
Im Jahre 2020 wurde der 100-km-Lauf der Bieler Lauftage aufgrund der COVID-19-Pandemie in der Schweiz abgesagt. Die beiden 100-km-Ultralauf-Klassiker "Bieler Lauftage" in der Schweiz und der "Taubertal 100" in Deutschland vereinbarten im Jahre 2020 eine Kooperation und planen zukünftig jährlich die Biel-Taubertal Challenge durchzuführen.

## Strecke
Bis 2010 war der Start aller Läufe am Eisstadion Biel, der 2011 ins Zentrum der Stadt an das Kongresshaus verlagert wurde, wo sich auch das Ziel des 100-km-Laufs befand. Mit der Übernahme durch die Eventra GmbH wurden Start und Ziel ab 2021 in die TISSOT-Arena verlegt.
Der 100-km-Lauf, bei dem 485 Höhenmeter zu bewältigen sind, wird am Freitagabend um 22:00 Uhr gestartet, der Halbmarathon 45 Minuten später. Die Strecke führt zunächst durch das Zentrum Biels, dann durch Port, Bellmund, Jens und Kappelen nach Aarberg, dessen mittelalterliches Zentrum einen Stimmungshöhepunkt darstellt. Hier ist auch das Ziel des Halbmarathons. Weiter geht es nach Lyss. Von dort an dürfen die Läufer die Hilfe eines Fahrradbegleiters in Anspruch nehmen. Über Grossaffoltern und Scheunenberg geht es ins Tal des Limpach, dem man über Balm bei Messen bis Oberramsern folgt, wo km 39 erreicht wird.
Die Läufer biegen nun nach Süden ab und erreichen über Mülchi und Etzelkofen Jegenstorf. Kurz danach passiert man die 50-km-Marke, und über Kernenried gelangt man nach Kirchberg, wo sich das Ziel des Ultra-Marathons über die 56 km befand. Nun müssen sich die 100-km-Läufer für die nächsten 10 km von ihren Radbegleitern trennen, denn hier beginnt das holprigste Teilstück der Strecke auf dem Damm der Emme, das scherzhafterweise auch «Ho-Chi-Minh-Pfad» genannt wird. Wegen Renaturierungsmassnahmen ist dieser Pfad leider seit einigen Jahren nicht mehr passierbar, weswegen neu auf dem etwas weniger holprigen «Emmenuferweg» gelaufen wird. Wenn die schnelleren Läufer hier unterwegs sind, ist es immer noch dunkel, weswegen die allermeisten von ihnen eine Stirnlampe zu Hilfe nehmen.
Kurz vor Gerlafingen ist der schmale Pfad zu Ende, und die Radbegleiter können wieder zu den Läufern stossen. Über Biberist, Lüterkofen-Ichertswil und Bibern geht es nach Arch, wo die Aare erreicht wird, der man nun ca. 10 km bis hinter Büren folgt. Die letzten Kilometer geht es über Brügg und Safnern zurück nach Biel.
Zielschluss ist samstags um 19:00 Uhr, also 21 Stunden nach dem Start. Für Läufer, die das Ziel nicht erreichen, gibt es Teilstreckenwertungen in Oberramsern, Kirchberg und Bibern.

## Statistik

### Streckenrekorde
- Männer: 6:37:59 h, Peter Camenzind (SUI), 1996
- Frauen: 7:37:39 h, Birgit Lennartz (GER), 1997

### Siegerlisten

#### 100 km
Quellen für Ergebnisse vor 1998: ARRS und DUV
| Datum         | Männer                  | Nation                 | Zeit      | Frauen                 | Nation      | Zeit      |
| ------------- | ----------------------- | ---------------------- | --------- | ---------------------- | ----------- | --------- |
| 6. Juni 2025  | Demian Schaedler        | Schweiz                | 7:17:54,1 | Claudia Bernasconi -4- | Schweiz     | 8:28:28,5 |
| 7. Juni 2024  | Armin Flückiger         | Schweiz                | 6:54:45,6 | Claudia Bernasconi -3- | Schweiz     | 8:25:36,5 |
| 9. Juni 2023  | Frédéric Splendore      | Schweiz                | 7:14:09,9 | Marianne Okle          | Schweiz     | 8:50:46,1 |
| 10. Juni 2022 | Matthias Schmidig       | Schweiz                | 7:31:57,3 | Nicole Berner          | Schweiz     | 9:23:23,4 |
| 3. Sep. 2021  | Severin Lang            | Schweiz                | 7:22:02,6 | Virginie Siegenthaler  | Schweiz     | 8:15:40,8 |
| 8. Juni 2019  | Florian Vieux -3-       | Schweiz                | 7:01:13,5 | Claudia Bernasconi -2- | Schweiz     | 8:18:28,5 |
| 9. Juni 2018  | Hermann Achmüller       | Italien                | 7:29:29,4 | Claudia Bernasconi     | Schweiz     | 8:53:33,1 |
| 10. Juni 2017 | Rolf Thallinger         | Schweiz                | 7:28:41,3 | Ornella Poltéra        | Schweiz     | 8:27:44,0 |
| 10. Juni 2016 | Florian Vieux -2-       | Schweiz                | 7:19:24,0 | Romy Sandra Roulet     | Schweiz     | 8:47:07,6 |
| 12. Juni 2015 | Bernhard Eggenschwiler  | Schweiz                | 7:02:42,7 | Denise Zimmermann -3-  | Schweiz     | 8:38:31,8 |
| 13. Juni 2014 | Michael Boch            | Frankreich             | 7:20:23,0 | Denise Zimmermann -2-  | Schweiz     | 8:30:58,1 |
| 7. Juni 2013  | Florian Vieux           | Schweiz                | 7:14:00,1 | Gabriele Werthmüller   | Schweiz     | 8:30:27,0 |
| 9. Juni 2012  | David Girardet -2-      | Schweiz                | 7:04:16,0 | Denise Zimmermann      | Schweiz     | 8:26:50,6 |
| 18. Juni 2011 | Walter Jenni -3-        | Schweiz                | 7:11:54,7 | Daniela Sommer         | Schweiz     | 8:10:58,9 |
| 11. Juni 2010 | David Girardet          | Schweiz                | 7:31:01,0 | Branka Hajek           | Deutschland | 8:46:29,4 |
| 12. Juni 2009 | Walter Jenni -2-        | Schweiz                | 6:59:14,2 | Deborah Balz           | Schweiz     | 8:34:51,1 |
| 13. Juni 2008 | Walter Jenni            | Schweiz                | 6:49:43,9 | Sonja Knöpfli -3-      | Schweiz     | 7:54:51,0 |
| 16. Juni 2007 | Pius Hunold             | Schweiz                | 7:26:09,2 | Martina Groß           | Deutschland | 8:28:01,3 |
| 17. Juni 2006 | Francisco Pasandin      | Schweiz                | 7:24:41,7 | Sonja Knöpfli -2-      | Schweiz     | 7:51:34,2 |
| 18. Juni 2005 | Markus Kramer -3-       | Schweiz                | 7:26:00,7 | Sonja Knöpfli          | Schweiz     | 8:00:51,9 |
| 12. Juni 2004 | Iwan Knechtle           | Schweiz                | 7:20:44,8 | Elke Hiebl -2-         | Deutschland | 8:27:23,0 |
| 14. Juni 2003 | Martin Job              | Schweiz                | 7:07:23,6 | Tsilla Rossel          | Schweiz     | 8:43:27,2 |
| 15. Juni 2002 | Konrad Frei -2-         | Schweiz                | 6:56:39,0 | Anke Drescher          | Deutschland | 8:53:57,9 |
| 9. Juni 2001  | Andreas Bringold        | Schweiz                | 7:12:48,0 | Karin Stump            | Schweiz     | 8:12:22,5 |
| 17. Juni 2000 | Victor Hickey           | Kanada                 | 7:14:25,6 | Constanze Wagner -2-   | Deutschland | 8:16:22,8 |
| 12. Juni 1999 | Konrad Frei             | Schweiz                | 6:49:55,7 | Elke Hiebl             | Deutschland | 8:10:37,5 |
| 13. Juni 1998 | Markus Kramer -2-       | Schweiz                | 7:03:51,1 | Constanze Wagner       | Deutschland | 8:27:29,6 |
| 7. Juni 1997  | Markus Kramer           | Schweiz                | 6:57:34   | Birgit Lennartz -7-    | Deutschland | 7:37:39   |
| 8. Juni 1996  | Peter Camenzind -3-     | Schweiz                | 6:37:59   | Birgit Lennartz -6-    | Deutschland | 8:23:05   |
| 10. Juni 1995 | Markus Engeler -3-      | Schweiz                | 6:56:12   | Birgit Lennartz -5-    | Deutschland | 8:09:16   |
| 4. Juni 1994  | Michael Sommer          | Deutschland            | 6:56:26   | Birgit Lennartz -4-    | Deutschland | 8:40:49   |
| 5. Juni 1993  | Andreas Ostertag        | Schweiz                | 6:53:09   | Birgit Lennartz -3-    | Deutschland | 8:16:45   |
| 13. Juni 1992 | Markus Engeler -2-      | Schweiz                | 6:50:39   | Rösli Brechbühl -2-    | Schweiz     | 8:25:21   |
| 8. Juni 1991  | Peter Camenzind -2-     | Schweiz                | 6:51:25   | Jutta Philippin        | Deutschland | 8:33:29   |
| 9. Juni 1990  | Peter Camenzind         | Schweiz                | 6:52:47   | Birgit Lennartz -2-    | Deutschland | 7:51:50   |
| 3. Juni 1989  | Markus Engeler          | Schweiz                | 6:56:01   | Rösli Brechbühl        | Schweiz     | 7:59:22   |
| 4. Juni 1988  | Hans Schnyder -2-       | Schweiz                | 6:57:12   | Birgit Lennartz        | Deutschland | 8:30:05   |
| 13. Juni 1987 | Hans Schnyder           | Schweiz                | 6:45:25   | Katharina Janicke      | Deutschland | 8:22:02   |
| 7. Juni 1986  | Robert Schläpfer -2-    | Schweiz                | 6:38:29   | Agnes Eberle -2-       | Schweiz     | 8:25 h    |
| 8. Juni 1985  | Robert Schläpfer        | Schweiz                | 6:42:55   | Agnes Eberle           | Schweiz     | 8:17 h    |
| 16. Juni 1984 | Peter Rupp -3-          | Schweiz                | 6:42:45   | Genoveva Eichenmann    | Schweiz     | 8:05 h    |
| 4. Juni 1983  | Peter Rupp -2-          | Schweiz                | 6:47 h    | Gaby Birrer            | Schweiz     | 8:28 h    |
| 12. Juni 1982 | Peter Rupp              | Schweiz                | 6:59:06   | Silvia Schneider       | Deutschland | 8:54 h    |
| 13. Juni 1981 | Fritz Steffens          | Schweiz                | 7:12:08   | Monika Kuno            | Deutschland | 8:26:06   |
| 7. Juni 1980  | Helmut Urbach -7-       | Deutschland            | 7:01:51   | Riet Horber            | Schweiz     | 8:45      |
| 9. Juni 1979  | Helmut Urbach -6-       | Deutschland            | 7:00 h    | Edith Holdener -6-     | Schweiz     | 9:03 h    |
| 17. Juni 1978 | Hans van Kasteren       | Niederlande            | 6:58:32   | Rita Weilbächer        | Deutschland | 9:18 h    |
| 11. Juni 1977 | Helmut Urbach -5-       | Deutschland            | 7:15 h    | Edith Holdener -5-     | Schweiz     | 9:01 h    |
| 26. Juni 1976 | Brian Quinn             | Vereinigte Staaten     | 7:28:23   | Edith Holdener -4-     | Schweiz     | 9:10 h    |
| 14. Juni 1975 | Heinz Hasler            | Schweiz                | 7:04:25   | Edith Holdener -3-     | Schweiz     | 9:31 h    |
| 8. Juni 1974  | Helmut Urbach -4-       | Deutschland            | 6:59:28   | Edith Holdener -2-     | Schweiz     | 9:52 h    |
| 16. Juni 1973 | Helmut Urbach -3-       | Deutschland            | 7:01 h    | Edith Holdener         | Schweiz     | 11:04 h   |
| 10. Juni 1972 | Siegfried Schadt        | Deutschland            | 7:01 h    | Ida Mugeli             | Schweiz     | 12:40 h   |
| 12. Juni 1971 | Lynn Hughes             | Vereinigtes Königreich | 7:42 h    | Eva-Maria Westphal -2- | Deutschland | 12:48 h   |
| 13. Juni 1970 | Peter Reiher            | Deutschland            | 7:25 h    | Anne-Rose Wälti -3-    | Schweiz     | 12:01 h   |
| 14. Juni 1969 | Helmut Urbach -2-       | Deutschland            | 7:55 h    | Eva-Maria Westphal     | Deutschland | 12:24 h   |
| 8. Juni 1968  | Michael Cvercko         | Tschechoslowakei       | 8:00 h    | Anne-Rose Wälti -2-    | Schweiz     | 14:05 h   |
| 10. Juni 1967 | Helmut Urbach           | Deutschland            | 8:11 h    | Anne-Rose Wälti        | Schweiz     | 13:49 h   |
| 25. Juni 1966 | Werner Roth -2-         | Schweiz                | 8:07 h    | Margrit Dünner -2-     | Schweiz     | 16:12 h   |
| 3. Juli 1965  | Werner Roth             | Schweiz                | 8:37 h    | Margrit Dünner         | Schweiz     | 19:25 h   |
| 20. Juni 1964 | Wilhelm Aeschlimann -4- | Schweiz                | 8:54 h    | Pia Kummer             | Schweiz     | 16:49 h   |
| 22. Juni 1963 | Wilhelm Aeschlimann -3- | Schweiz                | 8:17 h    | Emmi Schaer            | Schweiz     | 20:38 h   |
| 8. Juli 1962  | Wilhelm Aeschlimann -2- | Schweiz                | 9:09 h    | Käthi Knuchel          | Schweiz     | 20:13 h   |
| 24. Juni 1961 | Wilhelm Aeschlimann     | Schweiz                | 8:43 h    | ---                    | ---         | ---       |
| 2. Juli 1960  | Emil Brünisholz         | Schweiz                | 11:32 h   | ---                    | ---         | ---       |
| 15. Nov. 1959 | Hans Ruch               | Schweiz                | 13:45 h   | ---                    | ---         | ---       |

#### (Ultra-)Marathon
Ab dem Jahr 2016 als Ultra-Marathon über 56 km ausgetragen.
| Datum | Männer               | Nation        | Zeit          | Frauen                     | Nation        | Zeit          |
| ----- | -------------------- | ------------- | ------------- | -------------------------- | ------------- | ------------- |
| 2019  | Martin Rindlisbacher | Schweiz       | 4:17:52,3     | Marianne Okle              | Schweiz       | 4:28:43,7     |
| 2018  | Gilles Champion      | Schweiz       | 4:05:53,6     | Claudia Hugo               | Schweiz       | 5:05:53,0     |
| 2017  | Kay-Uwe Müller       | Deutschland   | 3:47:02,5     | Branka Hajek               | Deutschland   | 4:39:07,6     |
| 2016  | Markus Waigand       | Deutschland   | 4:22:24,0     | Carolin Tuch -2-           | Deutschland   | 4:30:00,0     |
| 2015  | Manuel Kläusli       | Schweiz       | 2:52:17,3     | Carolin Tuch               | Deutschland   | 3:08:15,2     |
| 2014  | Denis Eggenschwiler  | Schweiz       | 3:01:57,0     | Veronica Pohl              | Deutschland   | 3:08:13,3     |
| 2013  | Martin Frei          | Schweiz       | 3:03:41,2     | Jasmin Fahrni-Orschel      | Schweiz       | 3:38:56,1     |
| 2012  | Klaas Puls -2-       | Schweiz       | 2:49:28,4     | Daniela Mazenauer          | Schweiz       | 3:19:59,2     |
| 2011  | Klaas Puls           | Schweiz       | 2:13:38,2     | Caroline Dysli -2-         | Schweiz       | 2:49:14,6     |
| 2010  | Filippo Larizza      | Schweiz       | 2:59:48,5     | Jane Dubach                | Schweiz       | 3:27:38,6     |
| 2009  | Beat Brändle         | Schweiz       | 2:56:29,0     | Susanne Gries -4-          |               | 3:10:56,9     |
| 2008  | Yves Löbel           | Deutschland   | 2:45:28,2     | Caroline Dysli             | Schweiz       | 3:23:50,2     |
| 2007  | Michael Boch -2-     | Frankreich    | 2:45:48,0     | Susanne Gries -3-          |               | 3:11:27,1     |
| 2006  | Michael Boch         | Frankreich    | 2:46:42,6     | Susanne Gries -2-          |               | 3:06:31,4     |
| 2005  | Max W. Müller        |               | 2:56:05,7     | Susanne Gries              |               | 3:08:54,8     |
| 2004  | Antonio Piccirillo   |               | 2:52:02,2     | Christiane Bouquet -2-     |               | 3:13:39,5     |
| 2003  | kein Marathon        | kein Marathon | kein Marathon | kein Marathon              | kein Marathon | kein Marathon |
| 2002  | Włodzimierz Piec -2- | Polen         | 2:38:10,0     | Franziska Luce-Dellsperger |               | 2:59:23,8     |
| 2001  | Włodzimierz Piec     | Polen         | 2:37:02,3     | Christiane Bouquet         |               | 3:16:49,2     |
| 2000  | Andrei Lioshyn       | Belarus       | 2:45:26,2     | Lynne Genest               |               | 3:26:32,7     |
| 1999  | Federico Nogara      | Italien       | 2:41:29,4     | Diana Grogg -2-            |               | 3:24:25,8     |
| 1998  | Abdelaziz Elmakhrout | Marokko       | 2:27:19,1     | Diana Grogg                |               | 3:18:51,7     |